# Тафт, Гораций Дуайт
Гораций Дуайт Тафт (англ. Horace Dwight Taft; 2 апреля 1925, Цинциннати, штат Огайо, — 12 февраля 1983, Нью-Хейвен штат Коннектикут) — американский физик, профессор Йельского университета. Внук 27-го президента США Уильяма Говарда Тафта.

## Биография
Учился в школе Тафта. В 1943—1946 годах служил в армии США. В 1950 году окончил Йельский университет (бакалавр). В 1950—1956 годах в Чикагском университете, где получил степени магистра и доктора, а также работал младшим научным сотрудником. Ученик Энрико Ферми. 
В 1956—1983 годах преподавал в Йельском университете (с 1964 года – профессор; в 1966—1971 годах — мастер Дэвенпорт-колледжа; в 1971—1979 годах — декан колледжа).